# Suka Agung (Way Serdang)
Suka Agung is een bestuurslaag in het regentschap Mesuji van de provincie Lampung, Indonesië. Suka Agung telt 3137 inwoners (volkstelling 2010).